# Сегье, Жан-Франсуа
Жан-Франсуа Сегье (фр. Jean-François Séguier; 1703—1784) — французский ботаник, историк и археолог.

## Биография
Жан-Франсуа Сегье родился в Ниме 25 ноября 1703 года. Учился в иезуитском колледже в Ниме, затем поступил в Университет Монпелье. Там он учился ботанике у Пьера Бо и Эме-Франсуа Шикуано. В 1732 году он познакомился с маркизом Шипионе Маффеи, которого впоследствии сопровождал следующие 23 года. Сегье посетил Королевский сад целебных растений в Париже, в Нидерландах познакомился с Германом Бургаве. Они вместе путешествовали по Австрии и Италии. В 1740 году издал книгу «Bibliotheca botanica», часть текста которой была взята из изданной в 1657 году одноимённой работы Овидия Монтальбана, использовавшего псевдоним «Иоганн Антоний Бумальд». С 1745 по 1754 годы была опубликована трёхтомная работа «Plantae veronenses». Несмотря на то, что Сегье не придерживался биноминальной номенклатуры для названий видов, родовые названия, опубликованные в третьем томе работы, считаются действительными. В 1755 году, после смерти Шипьоне, Жан-Франсуа вернулся в Ним и стал заниматься в основном изучением археологии. Сегье скончался 1 сентября 1784 года.
Большая часть образцов растений, использованных Сегье для описания новых видов, хранится в Муниципальной библиотеке Сегье в Ниме.

## Некоторые научные работы
- Séguier, J.F. (1740). Bibliotheca botanica. 450 p.
- Séguier, J.F. (1745). Catalogus plantarum quae in agro Veronensi reperiuntur. 111 p.
- Séguier, J.F. (1745—1754). Plantae veronenses. 3 vols.

## Роды, названные в честь Ж.-Ф. Сегье
- Seguiera Kuntze, 1891, nom. illeg. [syn.  Blackstonia Huds., 1762]
- Seguieria Loefl., 1758